# Grundzüge der Mengenlehre
Grundzüge der Mengenlehre (Duits voor de "Grondslagen van de verzamelingenleer") is een invloedrijk boek over de verzamelingenleer dat werd geschreven door de wiskundige Felix Hausdorff. 
Het werk verscheen in april 1914. Grundzüge der Mengenlehre was de eerste uitgebreide introductie tot de verzamelingenleer. Naast de systematische behandeling van  bekende resultaten in de verzamelingenleer, bevat het boek ook hoofdstukken over maattheorie en topologie, deelgebieden van de wiskunde die men in 1914 nog zag als onderdelen van de verzamelingenleer. Hausdorff presenteerde en ontwikkelde in deze twee hoofdstukken oorspronkelijk materiaal. Dit werk speelde een belangrijke rol in de verdere ontwikkeling van de maattheorie en de topologie. 